# Piotrowice (Oświęcim)
Pour les articles homonymes, voir Piotrowice.
Piotrowice est une localité polonaise de la gmina de Przeciszów, située dans le powiat d'Oświęcim en voïvodie de Petite-Pologne.